# 폴 소렌슨
폴 소렌슨(Paul Sorensen, 1926년 2월 16일 ~ 2008년 7월 17일)은 미국의 영화배우, 연극 배우, 텔레비전 배우이다.
커노샤에서 태어났다.

## 영화
- 케이지 (1989년)
- 다이너스티 (1981년)
- 제1구조대 (1979년)
- 달라스 (1978년)
- 쉐기 D.A. (1976년)
- 특수기동대 (1975년)
- 원 리틀 인디언 (1973년)
- 명탐정 바나비 존즈 (1973년)
- 월튼네 사람들 (1972년)
- 닥터 웰비 (1969년)
- 리브 어 리틀, 러브 어 리틀 (1968년)
- 아이언 사이드 (1967년)
- 가이드 포 더 메리드 맨 (1967년)
- 제5전선 (1966년)
- FBI (1965년)
- 아내는 요술쟁이 (1964년)
- 도망자 (1963년)
- 키드 갈라드 (1962년)
- 벤 케이시 (1961년)
- 나의 세 아들 (1960년)
- 추격 (1959년)
- 서부의 파라딘 (1957년)
- 딜론 보안관 (1955년)